# Bayerischer Lehrer- und Lehrerinnenverband
| BLLV Bayerischer Lehrer- und Lehrerinnenverband | BLLV Bayerischer Lehrer- und Lehrerinnenverband |
| ----------------------------------------------- | ----------------------------------------------- |
| Sitz des Verbandes am Bavariaring in München    |                                                 |
| Vereinsdaten                                    |                                                 |
| Verbände:                                       | 9 Bezirksverbände 163 Kreisverbände             |
| Mitglieder:                                     | ca. 66 000                                      |
| Präsidium                                       |                                                 |
| Präsidentin:                                    | Simone Fleischmann                              |
| Erster Vizepräsident:                           | Gerd Nitschke                                   |
| Zweiter Vizepräsident:                          | Tomi Neckov                                     |
| Internet                                        |                                                 |
| Website:                                        | www.bllv.de                                     |

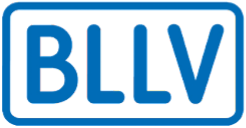
Logo des Bayerischen Lehrer- und Lehrerinnenverbands

Der Bayerische Lehrer- und Lehrerinnenverband e. V. (BLLV) ist mit über 65 000 Mitgliedern die größte Berufsorganisation von Pädagogen in Bayern und hat seinen Sitz in einer Villa am Bavariaring 37 in München. Im BLLV sind Lehrer aller Schularten sowie die Berufe aus dem Sozial- und Erziehungsdienst (z. B. Erzieherinnen) organisiert, der überwiegende Teil der Mitglieder stammt von den Schularten Grundschule, Mittelschule und Förderschulen. Der BLLV ist der bayerische Landesverband des Verbands Bildung und Erziehung.
Der Verband ist in 163 Kreisverbände, neun Bezirksverbände und den Landesverband gegliedert. Alle vier Jahre werden auf einer Landesdelegiertenversammlung, an der 600 Delegierte teilnehmen, der Präsident und weitere 12 Mitglieder des Landesvorstandes gewählt. Er sieht in der pädagogischen Aufgabe den Kern der Lehrerprofession; die Fachwissenschaften, die der Lehrer unterrichtet, sind im Professionsverständnis des BLLV zwar wichtig, aber nicht zentral. Neben aktiven Lehrkräften sind über 10.000 Lehramtsstudenten und 12.000 Ruheständler Mitglied.

## Geschichte
Der Verband geht auf den Allgemeinen Lehrerverein für Baiern zurück, der 1823 in Nürnberg ins Leben gerufen, kurz darauf aber verboten wurde. Im Jahr 1861 wurde er als Bayerischer Lehrerverein in Regensburg wiedergegründet und ist – von einem kurzen Zeitabschnitt während der Zeit des Nationalsozialismus abgesehen – bildungspolitisch tätig. Die Lehrerinnen waren zwischen 1898 und 1933 überwiegend im Bayerischen Lehrerinnenverein organisiert. 1934 wurde der BLV als eigenständige Abteilung Wirtschaft und Recht in den Nationalsozialistischen Lehrerbund (NSLB) eingebunden. Zum 31. Dezember 1938 wurde der BLV aufgelöst und seine Mitglieder in den NSLB überführt. 1948 wurde die Wiedergründung von der US-amerikanischen Besatzungsmacht genehmigt. Erster Vorsitzender war Franz Xaver Hartmann. 1951 trat der Bayerische Lehrerinnenverein dem BLV bei. Aus dem Bayerischen Lehrerverein wurde der Bayerische Lehrer- und Lehrerinnenverein.
Traditionell ist die Mehrheit der Mitglieder an Grund-, Mittel- und Förderschulen tätig. Seit seiner Öffnung für Lehrkräfte aller Schularten im Jahr 2001 wurden auch Realschul- und Gymnasiallehrer Mitglied im BLLV. Eine Konkurrenz besteht vor allem zum Deutschen Philologenverband und zur GEW, aber auch zu konfessionellen Lehrerverbänden. Im Jahr 2011 feierte der BLLV sein 150-jähriges Jubiläum.

## Programmatik
Der Verband vertritt nach eigener Darstellung eine „pädagogische Bildungspolitik“. Er fordert eine deutliche Verringerung des Übertrittsdrucks durch Freigabe des Elternwillens und durch Ausbau einer attraktiven Alternative zum Gymnasium. Er tritt ein für eine intensivere Kooperation zwischen den verschiedenen Schularten, die in ländlichen Regionen auch zu einer Zusammenführung von Mittel- und Realschulen führen kann. Für das Gymnasium fordert er eine stärkere pädagogische Ausrichtung. Er befürwortet die Inklusion, warnt aber vor einer voreiligen Abschaffung der Förderschulen. Vielmehr sieht er in ihnen das Potenzial, Zentren für die Beratung der allgemeinen Schulen in allen sonderpädagogischen Fragen zu werden. Der BLLV kritisiert die Abschottung der verschiedenen Schularten und der darin unterrichtenden Lehrer voneinander und tritt für ein schulartübergreifendes Berufsverständnis ein.

## Service und humanitäres Engagement
Der Verband verfügt über mehrere Serviceeinrichtungen, darunter eine Rechtsabteilung mit drei Volljuristen, ein Institut für Gesundheit in pädagogischen Berufen, die BLLV-Akademie, den Wirtschafts- und den Reisedienst. Er gibt das Magazin Bayerische Schule und das Periodikum 60 und mehr heraus. Im BLLV sind über 1500 ehrenamtliche Mitarbeiter tätig. In der Geschäftsstelle in München arbeiten 35 hauptamtliche Mitarbeiter.
Der BLLV engagiert sich auch humanitär: Im Rahmen der BLLV-Kinderhilfe finanziert er ein Kinderhaus und eine Berufsbildungseinrichtung in Peru und das Schulfrühstück denkbar für bedürftige Kinder in Bayern.

## Politische Aktivitäten
Der Verband bringt die Meinung seiner Mitglieder aktiv in den politischen Prozess ein. Er beteiligt sich an öffentlichen Anhörungsprozessen, formuliert regelmäßig Petitionen und andere Eingaben, und steht in ständigem Austausch mit den verantwortlichen Entscheidungsträgern in Politik, den Ministerien und Behörden. Darüber hinaus führt er regelmäßig wissenschaftliche Untersuchungen und Mitgliederbefragungen zu bestimmten Themen durch, um die Meinungen der Basis in die Öffentlichkeit zu transportieren und an die Politik heranzutragen. Zu den politischen Instrumentarien zählen auch Unterschriftenaktionen und öffentlichkeitswirksame Kampagnen.